# Araputanga
Araputanga là một đô thị thuộc bang Mato Grosso, Brasil. Đô thị này có diện tích 1602,731 km², dân số năm 2007 là 15412 người, mật độ 9,62 người/km².